# Palace & Main
Palace & Main är en låt och en singel av bandet Kent. Den släpptes som singel den 4 maj 2005 och finns med på albumet Du & jag döden. Singeln toppade den svenska singellistan den 12 maj 2005. Melodin testades på Svensktoppen den 22 maj 2005, men misslyckades med att ta sig in på listan .

## Text
Joakim Berg använder, i "Palace & Main", som så ofta många populärkulturella markörer. Till exempel sjunger han om Jackson Pollock efter 44 sekunder och efter 1 minut 52 sekunder nämner han Robin Wright Penn och hur hon "skjuter saker framför sig" i State of Grace. Michael Caine nämns även han ett flertal gånger.

## Låtlista
1. Palace & Main (4:05)
2. Nihilisten (4:11)
3. Alla mot alla (5:06)

## Listplaceringar
| Lista (2005) | Topplacering |
| ------------ | ------------ |
| Finland      | 5            |
| Sverige      | 1            |